# Cœurs fidèles
Pour plus de détails, voir Fiche technique et Distribution.
Cœurs fidèles (Faithful in My Fashion) produit par Metro-Goldwyn-Mayer, est une comédie américaine réalisée par Sidney Salkow en 1946, avec Tom Drake et Donna Reed.

## Synopsis
Jeff (Tom Drake) rentre chez lui à New York après 4 années d'absence dans l'armée américaine et dans un camp de prisonnier. Ignorant que sa fiancée, Jeanne (Donna Reed), envisage de se marier avec un gentil garçon, collègue de travail (Warner Anderson) employé au grand magasin où elle travaille. Jeff ignore cette intention, mais pour rapprocher Jeff de Jeanne et éviter un chagrin d'amour, plusieurs employés du magasin mettent en place une ruse pour que Jeff ignore le prétendant de Jeanne qui coopère avec ruse, pour reconquérir le cœur de son premier amour qui livrera des secrets non révélés....

## Fiche technique
- Réalisateur : Sidney Salkow
- Scénariste : Lionel Houser
- Adaptateur : S. Metra
- Romancé par David Fraser

### Distribution
- Donna Reed dans le rôle de Miss Jeanne Hendrick
- Tom Drake dans le rôle de Jeff Compton
- Edward Everett Horton dans le rôle de Hiram Dilworthy
- Spring Byington dans le rôle de Miss Mary Swanson
- Harry Davenport dans le rôle de Great Grandpa
- Sig Ruman dans le rôle du Professeur Boris Riminoffsky
- Margaret Hamilton dans le rôle de Miss Applegate
- Hobart Cavanaugh dans le rôle de Wilson
- Connie Gilchrist dans le rôle de Mrs. Murphy
- Barbara Billingsley dans le rôle de Mary
- Lillian Yarbo dans le rôle de Celia

### Production
- Metro-Goldwyn-Mayer
- Selon les archives de la MGM, le film n'a connu aucun succès. Il rapportera 486 000 $ aux États-Unis et 140 000 $ au Canada et  ailleurs, entraînant une perte de 307 000 $ pour le studio[2].